# Rumble Fish
Rumble Fish är en amerikansk svartvit långfilm från 1983 i regi av Francis Ford Coppola.

## Handling
Filmen kretsar kring relationen mellan Motorcycle Boy (Mickey Rourke), en före detta gängledare som vill dra sig tillbaka till ett lugnt liv, och hans yngre bror Rusty James (Matt Dillon), en bråkstake som vill bli lika fruktad och känd som sin storebror.

## Rollista (urval)
| Matt Dillon        | – Rusty James    |
| Mickey Rourke      | – Motorcycle Boy |
| Diane Lane         | – Patty          |
| Dennis Hopper      | – Fadern         |
| Diana Scarwid      | – Cassandra      |
| Vincent Spano      | – Steve          |
| Nicolas Cage       | – Smokey         |
| Laurence Fishburne | – Midget         |
| Tom Waits          | – Benny          |